# Tvetenia verralli
Tvetenia verralli är en tvåvingeart som först beskrevs av Edwards 1929.  Tvetenia verralli ingår i släktet Tvetenia och familjen fjädermyggor. Arten är reproducerande i Sverige. Inga underarter finns listade i Catalogue of Life.